# الجمعيه العمانية للكتاب والأدباء
الجمعية العمانية للكتاب والأدباء؛ أسست في عام 2006، بهدف إحتواء القالب الثقافي العماني والأدب، من خلال إبراز القيم الأدبية والثقافية للمجتمع، والمساهمة في نشر الكتب العمانية، وتنظيم المحاضرات والأمسيات الأدبية.

## أهدافها
- المشاركة في الحركة الادبية في سلطنة عمان والعمل على تطويرها بالتعاون مع المؤسسات والهيئات الثقافية المختلفة.
- غرس قيم العمل التطوعي في المجالات الثقافية
- دعم حرية الفكر والتعبير وتشجيع لغة الحوار والدفاع عن حقوق الكاتب بالتعاون مع الجهات المختصة وفق السياسة المرسومه لهذا الاطار.
- تشجيع الناشئة من الكتاب والادباء في سلطنة عمان والعناية بإبداعهم الملتحم مع المبادئ والقيم الانسانية والاهداف التي أنشأت من أجلها الجمعية.
- المشاركة في إقامة و رعاية المناسبات الثقافية الوطنية، الاقليمية، العربية والدولية.
- تبادل المعلومات والمؤلفات مع الجمعيات المتخصصة في شؤون الثقافة والادب.[2]

## جائزة الإبداع الثقافي
تهدف لتشجيع وتكريم الأدباء والكُتّاب العمانيين لمتابعة الحراك الثقافي في عمان، وتضم البحث عن أفضل إصدار لكلاً من:
- القصة القصيرة
- الرواية
- الشعر الشعبي
- الدراسات الأدبية
- الكتب الفكرية
- ذاكرة المكان العماني[3]

## مجلس الإدارة
| سعيد محمد الصقلاني | رئيس مجلس الإدارة                 |
| ------------------ | --------------------------------- |
| وفاء الشامسية      | مشرفة على فرع الجمعية بالبريمي    |
| إشراق النهدية      | نائبة الرئيس بفرع الجمعية بظفار   |
| سليمان المعمري     | عضو مؤسس                          |
| خلفان حمد الزيدي   | أمين سر الجمعية وعضو مجلس الإدارة |
| عمار سعيد فاضل     | أمين سر مجلس الإدارة              |
| أيمن العويسي       | أمين سر لجنة الترجمة              |
| علي الحارثي        | عضو                               |
| آمنة ربيع          | عضو                               |

## أنظر أيضا
- النادي الثقافي العماني
- محمود الرحبي
- جوخة الحارثي